# Лісовська Наталія Венедиктівна
Наталія Венедиктівна Лісовська, у шлюбі Сєдих (16 липня 1962, Алегази, Мечетлинський район, Башкирська АРСР, РРФСР, СРСР) — радянська, російська та французька штовхальниця ядра, чемпіонка Олімпійських ігор (1988), чемпіонка світу (1987), дворазова чемпіонка світу в приміщенні (1985, 1987), переможниця Кубку світу (1985), чемпіонка Європи в приміщенні (1992), чинна рекордсменка світу зі штовхання ядра (22,63 м, 1987), багаторазова чемпіонка СРСР. Заслужений майстер спорту СРСР (1984). На внутрішніх змаганнях представляла Добровільне спортивне товариство «Спартак» та міста Уфу та Москву. Закінчила ДЦОЛІФК. Нагороджена орденом Трудового Червоного Прапору (1989).

## Біографія
Легкою атлетикою почала займатись 1973 року в Школі-інтернаті спортивної підготовки (ШІСП) міста Ташкент, де отримала гарну підготовку з багатоборства. Впродовж 1981—1992 років входила до збірної команди СРСР. Тренувалася в різні роки під керівництвом Світлани Карвасецької (перша тренерка), Р. Зісмана, Фаїни Мельник (1980—1984), Якова Бельцера, Леоніда Мілєшина.
З великого спорту пішла після літніх Олімпійських ігор 1992 року (9 місце). Повернулась до змагань 1999 року, вже будучи громадянкою Франції. Ставала чемпіонкою Франції (2001), а також кілька разів здобувала срібні нагороди національної першості на відкритому повітрі та в приміщенні. Остаточно завершила спортивну кар'єру 2002 року.
Одружена з Юрієм Сєдих, дворазовим чемпіоном Олімпійських ігор (1976, 1980), чинним рекордсменом світу з метання молота (86,74 м, 1986). Має доньку — Алексію (1993) — чемпіонку літніх юнацьких Олімпійських ігор 2010 року. Живе в Парижі.

## Статистика

### Встановлені рекорди

#### Світові
| Дисципліна | Результат | Змагання                         | Місто  | Дата           |
| ---------- | --------- | -------------------------------- | ------ | -------------- |
| Ядро       | 22,53 м   | Загальносоюзні особисті змагання | Сочі   | 27 травня 1984 |
| Ядро       | 22,60 м   | Меморіал братів Знаменських      | Москва | 7 червня 1987  |
| Ядро       | 22,63 м   | Меморіал братів Знаменських      | Москва | 7 червня 1987  |

#### Національні
| Дисципліна | Результат | Змагання                                    | Місто  | Дата           |
| ---------- | --------- | ------------------------------------------- | ------ | -------------- |
| Ядро       | 21,75 м   | Загальносоюзні змагання на призи міста Сочі | Сочі   | 20 травня 1984 |
| Ядро       | 22,53 м   | Загальносоюзні особисті змагання            | Сочі   | 27 травня 1984 |
| Ядро       | 22,60 м   | Меморіал братів Знаменських                 | Москва | 7 червня 1987  |
| Ядро       | 22,63 м   | Меморіал братів Знаменських                 | Москва | 7 червня 1987  |

| Дисципліна | Результат | Змагання       | Місто  | Дата               |
| ---------- | --------- | -------------- | ------ | ------------------ |
| Ядро       | 18,66 м   | Чемпіонат СРСР | Москва | 16-19 вересня 1981 |

### Особисті найкращі результати сезонів
|                       | 1978  | 1979  | 1980  | 1981  | 1982  | 1983  | 1984  | 1985  | 1986  | 1987  | 1988  | 1989  | 1990  | 1991  | 1992  | 1999  | 2000  | 2001  | 2002  |
| --------------------- | ----- | ----- | ----- | ----- | ----- | ----- | ----- | ----- | ----- | ----- | ----- | ----- | ----- | ----- | ----- | ----- | ----- | ----- | ----- |
| в приміщенні          |       |       |       |       |       |       |       |       |       |       |       |       |       |       |       |       |       |       |       |
| ядро                  |       |       |       |       | 18,50 | 20,56 |       | 20,07 |       | 22,14 | 21,60 |       | 20,35 |       | 20,70 |       |       | 17,35 | 16,89 |
| на відкритому повітрі |       |       |       |       |       |       |       |       |       |       |       |       |       |       |       |       |       |       |       |
| ядро                  | 13,22 | 14,50 | 14,91 | 18,66 | 19,84 | 20,85 | 22,53 | 21,73 | 21,70 | 22,63 | 22,55 | 20,50 | 20,72 | 21,12 | 19,58 | 16,74 | 17,48 | 17,33 | 16,60 |
| диск                  |       |       |       |       | 63,44 | 60,02 |       |       |       |       | 61,94 |       |       |       |       |       |       |       |       |

### Виступи на основних міжнародних змаганнях
| Рік                          | Змагання                      | Місто           | Місце           | Дисципліна      | Примітки        |
| Виступи за СРСР              | Виступи за СРСР               | Виступи за СРСР | Виступи за СРСР | Виступи за СРСР | Виступи за СРСР |
| ---------------------------- | ----------------------------- | --------------- | --------------- | --------------- | --------------- |
| 1982                         | Чемпіонат Європи в приміщенні | Мілан           | 3               | штовхання ядра  | 18,50 м         |
| 1983                         | Чемпіонат світу               | Гельсінкі       | 5               | штовхання ядра  | 20,02 м         |
| 1985                         | Чемпіонат Європи в приміщенні | Афіни           | 5               | штовхання ядра  | 18,85 м         |
| 1985                         | Всесвітні ігри в приміщенні   | Париж           | 1               | штовхання ядра  | 20,07 м         |
| 1985                         | Кубок світу                   | Канберра        | 1               | штовхання ядра  | 20,69 м         |
| 1986                         | Ігри доброї волі              | Москва          | 1               | штовхання ядра  | 21,37 м         |
| 1986                         | Чемпіонат Європи              | Штутгарт        | 9               | штовхання ядра  | 18,95 м         |
| 1987                         | Чемпіонат світу в приміщенні  | Індіанаполіс    | 1               | штовхання ядра  | 20,52 м         |
| 1987                         | Чемпіонат світу               | Рим             | 1               | штовхання ядра  | 21,24 м         |
| 1988                         | Олімпійські ігри              | Сеул            | 1               | штовхання ядра  | 22,24 м         |
| 1989                         | Кубок світу                   | Барселона       | 4               | штовхання ядра  | 19,76 м         |
| 1990                         | Чемпіонат Європи в приміщенні | Глазго          | 2               | штовхання ядра  | 20,35 м         |
| 1990                         | Ігри доброї волі              | Сіетл           | 1               | штовхання ядра  | 20,60 м         |
| 1990                         | Чемпіонат Європи              | Спліт           | 2               | штовхання ядра  | 20,06 м         |
| 1991                         | Чемпіонат світу в приміщенні  | Севілья         | 3               | штовхання ядра  | 20,00 м         |
| 1991                         | Чемпіонат світу               | Токіо           | 2               | штовхання ядра  | 20,29 м         |
| Виступи за Об'єднана команда |                               |                 |                 |                 |                 |
| 1992                         | Чемпіонат Європи в приміщенні | Генуя           | 1               | штовхання ядра  | 20,70 м         |
| 1992                         | Олімпійські ігри              | Барселона       | 9               | штовхання ядра  | 18,60 м         |